# (30095) Tarabode
(30095) Tarabode est un astéroïde de la ceinture principale.

## Description
(30095) Tarabode est un astéroïde de la ceinture principale. Il fut découvert le 3 mars 2000 aux monts Santa Catalina par le programme CSS. Il présente une orbite caractérisée par un demi-grand axe de 2,17 UA, une excentricité de 0,06 et une inclinaison de 4,5° par rapport à l'écliptique.